# J.Hosahalli, Arkalgud
J.Hosahalli là một làng thuộc tehsil Arkalgud, huyện Hassan, bang Karnataka, Ấn Độ.